# El legado
El legado är det spanska progressiva power metal-bandet DarkSuns debutalbum. Albumet utgavs 2004 av skivbolaget Goimusic.

## Låtlista
1. "Intro" (instrumental) – 1:26
2. "El legado" – 5:05
3. "Traición" – 5:52
4. "Veo la luz" – 5:20
5. "El bosque encantado" (instrumental) – 0:32
6. "Dentro de ti" – 5:28
7. "A donde van las almas" – 3:40
8. "El último viaje" – 4:50
9. "La llama inmortal" (instrumental) – 0:57
10. "Corazón de dragón" – 4:29
11. "Gloria y poder" – 4:51

## Medverkande
Musiker (DarkSun-medlemmar)
- Tino Hevia – gitarr
- Pedro Junquera – basgitarr
- Daniel Cabal – trummor
- Daniel G. (Daniel González Suárez) – sång, gitarr
- Helena Pinto – keyboard

Bidragande musiker
- Kiko Loureiro – sologitarr (spår 10)
- Santiago Álvarez – sologitarr (spår 7)

Produktion
- Ingo Czajkowski – producent, ljudtekniker
- DarkSun – producent
- Achim Kohler – ljudtekniker, ljudmix, mastering
- Daniel Alonso – omslagskonst